# Varnhems landskommun
Varnhems landskommun var en tidigare kommun i dåvarande Skaraborgs län.

## Administrativ historik
Kommunen inrättades i Skarke socken i Valle härad i Västergötland när 1862 års kommunalförordningar trädde i kraft.
Namnet var före 1937 Skarke landskommun. 
Vid kommunreformen 1952 uppgick kommunen i Valle landskommun som 1971 uppgick i Skara kommun.

## Politik

### Mandatfördelning i Varnhems landskommun 1938-1946
| 10 | 10 |

| 18 |

| 10 | 10 |

| 18 |

| 10 | 10 |

| 18 |